# Буфало Бил (магазин)
Буфало Бил (магазин) Први број овог стрип-магазина штампан је 18. јуна 1938. године, а последњи 9. септембра исте године. Стрип магазин "Буфало Бил", назван по јунаку Дивљег Запада, није оставио велики утисак на тадашњу читалачку публику, па ни на историју стрип издаваштва због краткоће излажења. Одштампано је свега 13 бројева.
Стрип-магазин "Буфало Бил" штампан је на стандардном формату 21,0×29,0 цм. Имао је 16 страница, а готово једна трећина садржаја је била намењена вестерн и криминалистичким причама, укрштеницама и вестима из спортског живота. Стрипови су били махом радови домаћих аутора. Приче из живота Буфала Била су послужиле као материјал за неколико стрипова.